# Чемпіонат України з футболу серед жінок 2013: перша ліга
Чемпіонат першої ліги України з футболу 2013 року серед жінок — 3-й чемпіонат першої ліги України з футболу, що проводився серед жіночих колективів. Змагання другого за рангом дивізіону було відновлено у 2013 році після майже 20-річної перерви.
Напередодні початку чемпіонату відбулися зміни у списку команд-учасниць — замість херсонської «Южанки», що відмовилася від участі у змаганнях, було дозаявлено харківський «Житлобуд-2 ХОВУФК».
Змагання проходили в два етапи — на першому команди було розбито на дві групи за територіальною ознакою, а на другому етапі по дві найкращих команди з кожної групи змагалися між собою на стадії плей-оф. Переможцем і срібним призером стали моршинський «Медик» та «Ятрань-Уманьферммаш» з Уманського району, які й здобули право на участь у змаганнях вищої ліги наступного сезону, однак цим правом скористалося лише керівництво «Ятрань-Уманьферммаш», моршинські ж футболістки й надалі продовжили виступи у першій лізі.

## Учасники
| Команда               | Місто         | Стадіон               | Тренер             | Президент           |
| --------------------- | ------------- | --------------------- | ------------------ | ------------------- |
| «Атекс-2»             | Київ          | Стадіон КВПУБіД       | Алла Гресь         | Алла Гресь          |
| «Багіра-ДЮСШ»         | Красний Лиман | СШ «Кіровське»        | Сергій Бєльцов     | інформація відсутня |
| «Вікторія»            | Любар         | «Колос»               | Володимир Сидорчук | інформація відсутня |
| ДЮСШ «Вознесенськ»    | Вознесенськ   | інформація відсутня   | Руслан Дроздов     | інформація відсутня |
| «Зоря-Спартак»        | Луганськ      | Стадіон ЛНАУ          | Микола Нікішин     | Микола Нікішин      |
| «Житлобуд-2 ХОВУФК»   | Харків        | «Динамо»              | Євген Погорєлов    | Олександр Конюхов   |
| «Медик»               | Моршин        | «Медик»               | Ігор Швець         | Ігор Швець          |
| «Спартак»             | Чернігів      | «Текстильник»         | Борис Скоп         | Микола Лисенко      |
| «Чорноморочка»        | Одеса         | «Спартак» / «Торпедо» | Юрій Борщенко      | Юрій Борщенко       |
| «Ятрань-Уманьферммаш» | Уманський р-н | «Уманьферммаш»        | Володимир Пею      | Олександр Дячук     |

## Результати змагань

### Група А
| 1 | «Ятрань-Уманьферммаш» |     | 11:1 | 5:2 | 7:0 | +:- | 8 | 7 | 0 | 1 | 40 — 4  | 21 |
| 2 | «Медик»               | +:- |      | 3:0 | 6:0 | +:- | 8 | 6 | 0 | 2 | 19 — 12 | 18 |
| 3 | «Чорноморочка»        | 1:3 | 1:4  |     | 3:0 | 3:2 | 8 | 4 | 0 | 4 | 15 — 17 | 12 |
| 4 | «Атекс-2»             | 0:8 | +:-  | 0:5 |     | 0:4 | 8 | 2 | 0 | 6 | 0 — 33  | 6  |
| 5 | «Вікторія»            | 0:6 | 0:5  | -:+ | -:+ |     | 8 | 1 | 0 | 7 | 6 — 14  | 3  |

### Група Б
| 1 | «Житлобуд-2 ХОВУФК» |     | 1:0 | 3:0 | 5:0 | +:- | 8 | 7 | 0 | 1 | 18 — 3 | 21 |
| 2 | «Спартак»           | +:- |     | 5:0 | +:- | +:- | 8 | 6 | 0 | 2 | 12 — 2 | 18 |
| 3 | ДЮСШ «Вознесенськ»  | 1:3 | +:- |     | +:- | +:- | 8 | 5 | 0 | 4 | 1 — 11 | 15 |
| 4 | «Багіра-ДЮСШ»       | 1:2 | 1:7 | -:+ |     | +:- | 8 | 2 | 0 | 6 | 2 — 14 | 6  |
| 5 | «Зоря-Спартак»      | 1:4 | -:+ | -:+ | -:+ |     | 8 | 0 | 0 | 8 | 1 — 4  | 0  |

### Півфінали
| 1/2 фіналу 26 жовтня 2013 | «Житлобуд-2 ХОВУФК» | 1 – 2    | «Медик»                         | «Базис» (Городецьке)               |  |
| 10:00                     | Яковенко 81'        | Протокол | Чайка 67' (пен.) Михайлюк 90+1' | Суддя: Назар Левицький (Тернопіль) |  |

| 1/2 фіналу 26 жовтня 2013 | «Ятрань-Уманьферммаш»   | 2 – 0    | «Спартак» | «Базис» (Городецьке)                     |  |
| 15:00                     | Скориніна 19' Сукач 60' | Протокол |           | Суддя: Людмила Тельбух (Дніпропетровськ) |  |

### Матч за 3-тє місце
| Матч за 3-тє місце 28 жовтня 2013 | «Житлобуд-2 ХОВУФК»     | 2 – 0    | «Спартак» | «Базис» (Городецьке)          |  |
| 10:00                             | Калягіна 21' Ковтун 29' | Протокол |           | Суддя: Олег Когут (Тернопіль) |  |

### Фінал
| Фінал 28 жовтня 2013 | «Ятрань-Уманьферммаш» | 2 – 4    | «Медик»                              | «Базис» (Городецьке)                     |  |
| 12:30                | Романів 79', 90+3'    | Протокол | Чайка 25', 101', 111' Перевізник 84' | Суддя: Людмила Тельбух (Дніпропетровськ) |  |

## Найкращі бомбардири
| № | Футболіст           | Команда               | Ігри | Голи (пен.) |
| - | ------------------- | --------------------- | ---- | ----------- |
| 1 | Анастасія Скориніна | «Ятрань-Уманьферммаш» | 8    | 17          |
| 2 | Світлана Базан      | «Чорноморочка»        | 7    | 11          |
| 3 | Надія Чайка         | «Медик»               | 7    | 10 (2)      |

## Статистичні дані
- Протягом чемпіонату було забито 127 м'ячів, 65 з яких на рахунку господарів, а 62 — гостей.
- Арбітрами було призначено 6 пенальті, 4 з яких завершилися взяттями воріт.
- Найпопулярнішим рахунком чемпіонату став рахунок 5:0 (4 матчі).
- Протягом чемпіонату арбітри продемонстрували футболісткам 37 жовтих (в середньому 1,42 за гру) та 3 червоні картки.